# Бранка (Албергария-а-Велья)
Бранка (порт. Branca) — населённый пункт и район в Португалии, входит в округ Авейру. Является составной частью муниципалитета Албергария-а-Велья. Находится в составе крупной городской агломерации Большое Авейру. По старому административному делению входил в провинцию Бейра-Литорал. Входит в экономико-статистический субрегион Байшу-Воуга, который входит в Центральный регион. Население составляет 5500 человек. Занимает площадь 30,22 км².
Покровителем района считается Святой Викентий.

## Демография
| 1220     | 1527      | 1708       | 1721 | 1756 | 1758 | 1789       | 1878 | 1890 | 1900 | 1911 | 1920 | 1930 | 1940 | 1950 | 1970 | 1981 | 1991 | 2001 |
| 37 домов | 49 дворов | 350 дворов | 1241 | 1577 | 1212 | 400 дворов | 2073 | 1907 | 2122 | 2363 | 2458 | 2737 | 3192 | 3726 | 4278 | 4810 | 5074 | 5500 |